# Rio Lobo
Rio Lobo è un film del 1970 diretto da Howard Hawks, con John Wayne. Il film fu l'ultima collaborazione fra il famoso regista e il celebre attore.

## Trama
Durante la guerra di secessione americana, un reparto di confederati si prepara a rubare un carico d'oro appartenente all'Unione. Durante il tragitto l'oro viene caricato su di un treno, nelle ultime miglia il convoglio viene assaltato da un reparto di soldati confederati i quali dopo aver sganciato il vagone blindato, si servono di un nido di vespe lanciato nel vagone per far uscire i soldati nordisti dal vagone in corsa e rubare l'oro. Insospettito dall'interruzione delle comunicazioni telegrafiche, il colonnello nordista Cord McNelly, responsabile del trasporto, si muove con il suo squadrone di cavalleria giungendo sul posto appena in tempo per veder morire il tenente Ned Forsythe suo caro amico a capo del convoglio, rimasto gravemente ferito mentre saltava dal vagone. Deciso a catturare gli scorridori si getta all'inseguimento del reparto confederato, ma durante la caccia finisce col separarsi imprudentemente dagli uomini del suo squadrone che seguono altre piste. Nel pomeriggio riesce a raggiungere il capitano Cordona responsabile dell'assalto ma viene disarcionato da cavallo e fatto prigioniero dal vice comandante: il sergente Tuscarola. Cordona porta quindi il colonnello McNelly nel suo nascondiglio e lo informa che ha deciso di servirsi di lui per guidare il suo reparto attraverso le linee unioniste; McNelly finge di cedere ma durante il viaggio, mentre passano in prossimità di un accampamento nordista, con uno stratagemma riesce a mettere in allarme i soldati e a separare Cordona e Tuscarola dal loro reparto, catturandoli e facendoli prigionieri.
Rifiutatisi di collaborare i due vengono internati in un campo di prigionia fino alla fine della guerra. Al termine della guerra il giorno del loro rilascio trovano il colonnello McNelly ad aspettarli, il quale gli offre il suo aiuto per tornare a casa in cambio di informazioni su chi vendeva ai sudisti i tragitti dell'oro nordista: McNelly infatti non rimprovera a Cordona e Tuscarola le loro azioni, in quanto all'epoca erano soldati impegnati in un'azione di guerra, ma non intende perdonare i traditori che hanno passato le informazioni ai confederati causando la morte del suo amico. Stupiti dal rispetto del colonnello, Cardona e Tuscarola decidono di collaborare, tuttavia rivelano a McNelly che loro non conoscono i nomi dei traditori nordisti, ma possono solo descriverli. Dopo una veloce descrizione decide di dare loro un modo per essere contattato in caso ne incontrassero uno.
Tempo dopo McNelly riceve una richiesta da Tuscarola, residente nel paese di Rio Lobo, il quale gli comunica che uno dei due traditori si trova lì e che si sta impossessando di tutta la città minacciando gli abitanti, dopo aver ucciso il vecchio sceriffo e averlo rimpiazzato con un ex-criminale. In un paese vicino McNelly si incontra con Cordona dove i due vengono contattati da una ragazza, Shasta, che ha visto uccidere l'uomo che stava con lei da degli uomini dello sceriffo di Rio Lobo, uno dei quali è ricercato dal colonnello, che viene ucciso senza essere inizialmente riconosciuto.
Decidono così di partire per Rio Lobo per aiutare Tuscarola, e indagare sul secondo uomo che forse si trova in quel paese. Giungono a Rio Lobo la sera, il paese si presenta spettrale, non ci sono persone in giro solo gli uomini dello sceriffo, i tre trovano rifugio presso la ragazza di Tuscarola, la quale li ospita per la notte. La mattina seguente McNelly va a prendere informazioni dal dentista che lo trova collaborativo, e mentre è lì assiste all'arresto di Tuscarola per estorcere il ranch al patrigno.
Decidono quindi di dirigersi al ranch, i tre con uno stratagemma tolgono di mezzo le guardie e liberano il vecchio Philips, lo informano dei fatti e si dirigono. Alla tenuta dell'uomo che sta estorcendo le proprietà agli uomini della zona, il quale viene riconosciuto come sergente maggiore Ike Gorman, viene catturato e portato di fronte all'ufficio dello sceriffo in attesa che liberi Tuscarola e giunga la cavalleria, richiesta da Cordona, il quale però viene catturato lungo la strada dagli uomini dello sceriffo. Viene deciso così di fare uno scambio la mattina seguente, così McNelly si trova degli alleati negli uomini a cui era stata estorta la terra. Dopo una sparatoria finale, durante la quale vengono uccisi Gorman e lo sceriffo, la pace viene riportata nel paese.

## Colonna sonora
Il film si avvale di una colonna sonora sinfonica firmata da Jerry Goldsmith. Il musicista, che lavorò per numerose produzioni di genere western degli anni '60 e '70, aveva scritto in precedenza le musiche di un'altra pellicola interpretata da John Wayne, il film bellico Prima vittoria, mentre solo nella presente circostanza ha collaborato con il regista Howard Hawks.
Una versione discografica della partitura, rimasta a lungo tempo inedita, è stata distribuita per la prima volta solo nel 2001 dall'etichetta belga Prometheus Records, in un'edizione da collezione a tiratura limitata contenente 10 brani (solo metà dei quali con audio stereofonico), per la durata complessiva di circa 44 minuti.